# Pieńki (gmina Skórzec)
Pieńki – kolonia w Polsce położona w województwie mazowieckim, w powiecie siedleckim, w gminie Skórzec.
W latach 1975–1998 miejscowość administracyjnie należała do województwa siedleckiego.